# Blastobasis albidella
Blastobasis albidella é uma espécie de mariposa do gênero Blastobasis pertencente à família Coleophoridae.